# مايلز هولاندر
مايلز هولاندر (بالإنجليزية: Myles Hollander)‏ هو رياضياتي أمريكي، ولد في 21 مارس 1941.